# James Anderson (Schauspieler, 1980)
James Anderson (* 3. November 1980 in Thursley bei Guildford, Surrey) ist ein britischer Schauspieler, der auch als  Filmregisseur in Erscheinung trat.

## Leben
Anderson wuchs in einem kleinen Dorf außerhalb Londons auf. Er besuchte die Warwick University, wo er mit einem First Class Honours Degree abschloss. Seine Schauspielausbildung absolvierte er in Zusammenarbeit mit der Pace University als dreijähriges Master-Studium am Actors’ Studio in New York City. Dort schloss er als Master of Fine Arts (MFA) ab. Zu seinen Lehrern gehörten u. a. Arthur Penn, Ellen Barkin und Ron Leibman. Seitdem spielte er Rollen im Fernsehen (in der britischen Fernsehserie Rock Rivals), auf der Bühne und in Independentfilmen.
Im Mai 2009 wurde bekanntgegeben, dass Anderson für die Rolle des Medizinstudenten Oliver Valentine in der britischen Krankenhausserie Holby City verpflichtet wurde. Seine Rolle, die zum Hauptcast der Serie gehörte, wurde später über die Berufsstationen als Arzt im Praktikum und Assistenzarzt weitergeführt. Seinen ersten Auftritt hatte Anderson im Juni 2009 in der 11. Staffel der Serie. 2013 stieg er aus der Serie aus; die vorerst letzte Folge mit Anderson lief im Juli 2013. Ende Oktober 2014 stieg Anderson wieder im Hauptcast bei Holby City ein.
In der 13. Staffel der britischen Fernsehserie Agatha Christie’s Poirot hatte er 2013 in der Episode Dead Man’s Folly nach der Geschichte Wiedersehen mit Mrs. Oliver eine Episodenhauptrolle. Er verkörperte Michael Weyman, einen „gutaussehenden, wollüstigen Architekten“. Im April 2015 war Anderson in dem ZDF-Fernsehfilm Ein einziger Kuss, einer deutsch-britischen Gemeinschaftsproduktion aus der Rosamunde-Pilcher-Reihe, in einer Nebenrolle zu sehen. Er spielte Grant, den Schwiegersohn der weiblichen Hauptfigur Valentine Whitely (Katja Weitzenböck).
Sein Regiedebüt, der Kurzfilm Forgetting Betty (2006), zu dem er auch das Drehbuch verfasste, wurde 2007 als „Bester Film“  beim Cinequest Film Festival in San José und 2006 beim Chicago International Film Festival ausgezeichnet. Der Film stand 2008 auch auf der Vorschlagsliste für den Oscar.
Anderson lebte viele Jahre an der Lower East Side in New York City. Er hat aktuell (Stand: April 2015) Wohnsitze in London und New York City.

## Filmografie (Auswahl)
- 2006: Forgetting Baby (Kurzfilm; Regie, Drehbuch, Produktion)
- 2006: Stars and Bars (Kurzfilm; Darsteller)
- 2008: Rock Rivals (Fernsehserie; Darsteller)
- 2009–2013; 2015–: Holby City (Fernsehserie; Darsteller)
- 2013: Agatha Christie’s Poirot (Fernsehserie; Darsteller)
- 2015: Rosamunde Pilcher: Ein einziger Kuss (Fernsehfilm; Darsteller)
- 2020: Agatha Raisin (Fernsehserie, 1 Folge)